# Trikizio
Trikizio és un grup de música basc creat l'any 1999 que destaca per mesclar cançons de grups del País Basc i dels Països Catalans amb la particularitat que les cançons d'origen basc majoritàriament les canten en català i les cançons catalanes en basc. Estilísticament fan aquestes noves versions a ritme de folk rock amb certa influència de l'ska, amb la presència de la trikiti, l'acordió diatònic basc. A banda de les seves múltiples actuacions al País Basc i els Països Catalans, també ha actuat en diferents localitats dels Estats Units d'Amèrica en concerts organitzats per la diàspora basca.
En el seu primer treball, titulat Euscat, versiona temes com «Jo ta ke» de Su Ta Gar, «Perquè vull» d'Ovidi Montllor, «Sarri, sarri» de Kortatu o «La Gallineta» de Lluís Llach. En aquest treball hi ha nombroses col·laboracions de músics tant bascos com catalans: Obrint Pas, Kepa Junkera, Carles Belda o Betagarri.

## Discografia
Àlbums
- EusCat (Baga Biga, 2008)[3]
- Trikizio (Baga Biga, 2012)
- Gori gori izar gorri (Baga Biga, 2013)
- Atera (Baga Biga, 2014)

Senzills
- Hau Pittu Hau (Baga biga, 2017)